# 돔배기

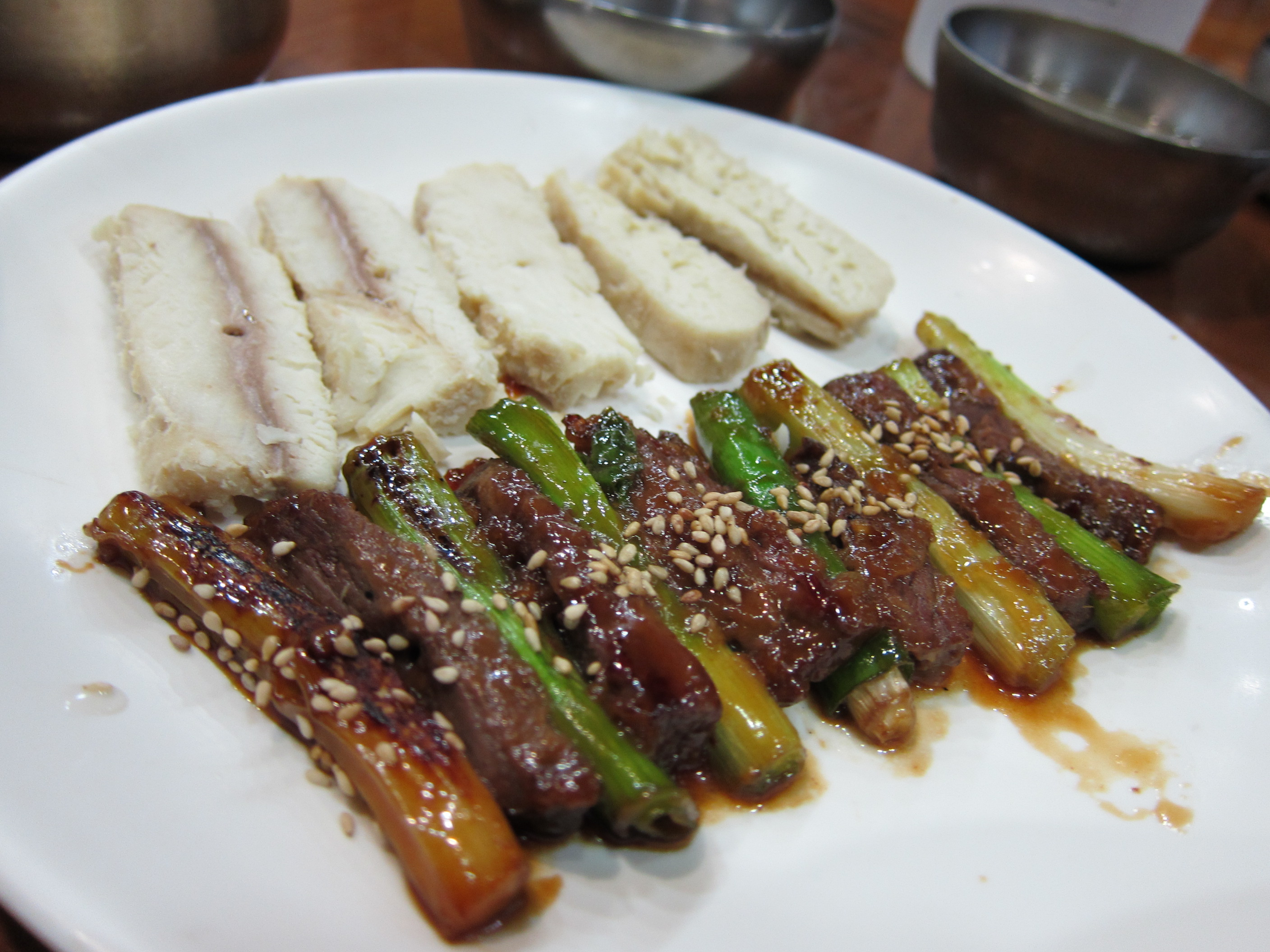
산적과 돔배기

돔배기는 경상도 지역에서 제사상에 올리는 음식이다. 상어고기를 천일염에 간을 한 형태의 저장식품이다. 무엇보다 영천에서 많이 생산된다.

## 같이 보기
- 상어고기

```
돔배기는 경상도 전지역에서 널리 사용함.
```